# Оук Парк (Индијана)
Оук Парк (енгл. Oak Park) град је у америчкој савезној држави Индијана.

## Демографија
По попису из 2000. године број становника је 5.379.
| Група             | 2000.         | 2010.    |
| Белци             | 4.675 (86,9%) | 0 (0,0%) |
| Афроамериканци    | 564 (10,5%)   | 0 (0,0%) |
| Азијати           | 21 (0,4%)     | 0 (0,0%) |
| Хиспаноамериканци | 34 (0,6%)     | 0 (0,0%) |
| Укупно            | 5.379         | 0        |